# 안길강
안길강(安吉江, 1966년 8월 24일 ~ )은 대한민국의 배우이다. 많은 드라마에서 조연으로 활약하다 2009년 《선덕여왕》에서 악역이었지만, 충직한 미실의 호위무사 칠숙을 맡아 대중에게 많은 사랑을 받았다.

## 학력
- 상명대학교 천안캠퍼스 연극영화과

## 작품 목록

### 영화
- 1997년 《3인조》 ... 험악한 사내 역
- 2000년 《죽거나 혹은 나쁘거나》 ... 석환 선배 역
- 2002년 《2009 로스트 메모리즈》 ... 이명학 역
- 2002년 《피도 눈물도 없이》 ... 고깃집 주인(우정출연)
- 2002년 《성냥팔이 소녀의 재림》 ... 보위대 중간 지휘관 역
- 2002년 《생활의 발견》 ... 영화감독 역
- 2002년 《품행제로》 ... 태권 사범 역(우정출연)
- 2002년 《굳세어라 금순아》 ... 날치 역
- 2004년 《태극기 휘날리며》 ... 허 중사 역
- 2004년 《아라한 장풍 대작전》 ... 깡통 역
- 2004년 《죽어라지마》 ... 연욱 역
- 2005년 《주먹이 운다》 ... 교도주임 역
- 2005년 《새드무비》 ... 빨간 츄리닝 역(우정출연)
- 2005년 《다섯 개의 시선》 ... 준철 역
- 2005년 《야수와 미녀》 ... 최도식 역
- 2005년 《개와 늑대 사이의 시간》 ... 영화감독 역
- 2006년 《야수》 ... 양기택 역
- 2006년 《로망스》 ... 특공대장 역(특별출연)
- 2006년 《마음이...》 ... 두목 역
- 2006년 《원탁의 천사》 ... 천사 역
- 2006년 《짝패》 ... 오왕재 역
- 2006년 《애정결핍이 두 남자에게 미치는 영향》 ... 빵집남 역
- 2007년 《식객》 ... 성일 역
- 2007년 《히어로》
- 2008년 《다찌마와 리: 악인이여 지옥행 급행열차를 타라!》 ... 진상 6호 역
- 2008년 《소년은 울지 않는다》 ... 명수 역
- 2008년 《원스 어폰 어 타임》 ... 장천 역
- 2009년 《귀신 이야기》
- 2010년 《부당거래》 ... 광수대 팀장 역(우정출연)
- 2010년 《헬로우 고스트》 ... 소품차 사장(특별출연)
- 2011년 《너는 펫》 ... 편집장 역(특별출연)
- 2011년 《모비딕》 ... 마형사 역(특별출연)
- 2011년 《수상한 고객들》 ... 야구용품점 사장 역(특별출연)
- 2011년 《완득이》 ... 관장 역(특별출연)
- 2012년 《비정한 도시》 ... 심창현 역
- 2014년 《신촌좀비만화》 ... 승호 부 역
- 2014년 《하이힐》 ... 박사범 역
- 2014년 《신의 한수》 ... 허목수 역
- 2014년 《슬로우 비디오》 ... 백구 아빠 역(우정출연)
- 2015년 《베테랑》 ... 관할 경찰서장 역(우정출연)
- 2016년 《잡아야 산다》 ... 왕 회장 역(특별출연)
- 2018년 《너의 결혼식》 ... 우연 부 역(우정출연)
- 2019년 《힘을 내요, 미스터 리》 ... 김씨 역
- 2021년 《새콤달콤》 ... 이장혁 아빠 역
- 2022년 《룸 쉐어링》 ... 의사 역 (우정출연)

### 드라마
- 2006년 SBS 드라마 스패셜 《무적의 낙하산 요원》 ... 양수길 역
- 2007년 SBS 대하드라마 《왕과 나》 ... 개도치 역
- 2008년 SBS 드라마 스페셜 《일지매》 ... 공갈아재 역
- 2009년 MBC 창사특별기획 《선덕여왕》 ... 미실의 호위무사 칠숙 역
- 2010년 KBS 미니시리즈 《추노》 ... 짝귀 역
- 2010년 SBS 미니시리즈 《커피하우스》 ... 강진만 역
- 2011년 KBS 미니시리즈 《드림하이》 ... 사채업자 마두식 역
- 2011년 MBC 창사특별기획 《계백》 ... 귀운 역
- 2011년 MBC 창사특별기획 《빛과 그림자》 ... 노상택 역
- 2012년 SBS 대기획 《대풍수》 ... 무학 역
- 2014년 SBS 드라마 스페셜 《쓰리 데이즈》 ... 김상희 경호본부장 역
- 2014년 tvN 목요드라마 《잉여공주》 ... 안마녀 역
- 2014년 tvN 월화드라마 《마이 시크릿 호텔》 ... 김금보 역
- 2014년 KBS2 월화드라마 《연애의 발견》
- 2014년 KBS 미니시리즈 《내일도 칸타빌레》 ... 유원상 역
- 2014년 MBC 단막극 《드라마 페스티벌 - 하우스, 메이트》 ... 부장 역
- 2015년 MBC 월화드라마 《빛나거나 미치거나》 ... 강명 역
- 2015년 KBS 금요드라마 《오렌지 마말레이드》 ... 백승훈 역
- 2015년 SBS 월화드라마 《육룡이 나르샤》 ... 조소생 역
- 2016년 tvN 월화드라마 《치즈인더트랩》 ... 홍진탁 역
- 2016년 SBS 월화드라마 《대박》 ... 김체건 역
- 2016년 JTBC 금토드라마 《마녀보감》 ... 의문의 남자 역
- 2016년 MBC 수목드라마 《역도요정 김복주》 ... 김창걸 역
- 2017년 MBC 특집드라마 《빙구》 ... 미술부장 역
- 2017년 KBS2 수목드라마 《추리의 여왕》 ... 배광태 팀장 역
- 2017년 MBC 주말특별기획 《도둑놈, 도둑님》 ... 장판수 역
- 2017년 KBS 금토드라마 《최고의 한방》 ... 범죄 용의자 역
- 2017년 SBS 드라마 스패셜 《다시 만난 세계》 ... 안태복 역
- 2018년 KBS2 수목드라마 《추리의 여왕 2》 ... 배광태 팀장 역
- 2018년 OCN 주말드라마 《작은 신의 아이들》 ... 김호기 역
- 2018년 tvN 월화드라마 《계룡선녀전》 ... 구 선생 역
- 2019년 SBS 금토드라마 《녹두꽃》 ... 해승 역
- 2019년 OCN 주말드라마 《왓쳐》 ... 김재명 역
- 2019년 KBS2 단막극 《KBS 드라마 스페셜 - 사교-땐스의 이해》 ... 수지 부 역
- 2020년 KBS2 주말드라마 《한 번 다녀왔습니다》 ... 양치수 역
- 2020년 KBS2 수목드라마 《출사표》 ... 구영태 역
- 2020년 tvN 수목드라마 《구미호뎐》 ... 현의옹 역
- 2021년 SBS 월화드라마 《조선구마사》 ... 민무구 역
- 2021년 KBS2 수목드라마 《대박부동산》 ... 도학성 역
- 2021년 KBS2 수목드라마 《달리와 감자탕》 ... 진백원 역
- 2022년 티빙 드라마 《장미맨션》... 박준성 역
- 2022년 MBN 설특집 드라마 《더 드라이버》... 김호철 역
- 2023년 tvN 토일드라마 《구미호뎐 1938》 ... 현의옹 역
- 2024년 MBC 금토드라마 《우리, 집》 … 박강성 역
- 2025년 넷플릭스 금요드라마 《광장》 … 구봉산 역

### 예능
- 2022년~2023년 U+모바일tv 《디저볼래》
- 2025년 유튜브 《나영석의 와글와글》

### 연극
- 《거울 보기》
- 《도살장의 성 요한나》
- 《봄날》
- 《뜰 앞에 잣나무》

## 수상 및 후보
| 연도 | 시상식       | 부문                           | 작품                       | 결과 |
| ---- | ------------ | ------------------------------ | -------------------------- | ---- |
| 2008 | SBS 연기대상 | 드라마 스페셜 부문 남자 조연상 | 일지매                     | 후보 |
| 2009 | MBC 연기대상 | 조연배우부문 황금연기상        | 선덕여왕                   | 수상 |
| 2016 | MBC 연기대상 | 미니시리즈부문 남자 황금연기상 | 역도요정 김복주            | 후보 |
| 2017 | MBC 연기대상 | 주말극부문 남자 황금연기상     | 도둑놈, 도둑님             | 수상 |
| 2020 | KBS 연기대상 | 미니시리즈 부문 남자 조연상    | 출사표, 한 번 다녀왔습니다 | 수상 |